# Andreas Beuth
Andreas Beuth (* 14. Mai 1953) ist ein deutscher Rechtsanwalt und Strafverteidiger in Hamburg. Er gilt als Anwalt der linken Szene und ist einer der rechtlichen Vertreter der Roten Flora.

## Werdegang
Beuth ist im heutigen Norderstedt aufgewachsen. In den 1970er Jahren begann er eine Ausbildung zum Verwaltungsangestellten, die er nicht abschloss. Er studierte Jura und ist seit 1983 als Rechtsanwalt zugelassen. Bereits im Nachgang der 1968er Studentenbewegung engagierte er sich politisch, gehörte jedoch nie einer Partei an. Während seines Referendariats 1981 wurde er mit dem Tod des mutmaßlichen RAF-Mitglieds Sigurd Debus in der Justizvollzugsanstalt Fuhlsbüttel konfrontiert, was ihn nach eigenen Angaben nachhaltig prägte.

## Anwaltliche und politische Tätigkeiten
Seinen Ruf als beharrlicher Verteidiger begründete er Anfang der 1990er Jahre in dem sogenannten Plattenlegerprozess. Als 1991 zwei Aktivisten der Roten Flora wegen gemeinschaftlich versuchten Mordes und gefährlichen Eingriffs in den Schienenverkehr angeklagt wurden, weil sie bei Pinneberg Betonplatten auf Bahngleise gelegt haben sollen, konnte Beuth in 58 Verhandlungstagen nachweisen, dass eine Verwechslung vorlag, und im März 1993 einen Freispruch erreichen.
Größere Öffentlichkeit fand Beuth als Anwalt des Nebenklägers im Prozess gegen den damaligen Amtsrichter und späteren Hamburger Innensenator Ronald Schill im Herbst 2000, mit dem er durch sein Engagement für die Erhaltung des Wagenplatzes Bambule im Jahr 2003 erneut konfrontiert war.
Nach dem G8-Gipfel in Heiligendamm 2007 verteidigte Beuth Globalisierungsgegner, denen Mitgliedschaft in einer terroristischen Vereinigung vorgeworfen wurde. Der Bundesgerichtshof erklärte die auf Antrag des Generalbundesanwalts vom Ermittlungsrichter des Bundesgerichtshofes  angeordneten Razzien gegen die G8-Gegner mangels Bundeszuständigkeit für rechtswidrig und stufte die von den Beschuldigten eventuell gebildete Vereinigung nicht als terroristisch ein. Das Verfahren wurde schließlich eingestellt, weil der Tatverdacht nicht ausreichte, um Anklage erheben zu können.
Im Jahr 2010 wurde gegen Andreas Beuth selbst ein Verfahren wegen Verstoßes gegen das Waffengesetz eröffnet. In einer Gerichtsverhandlung hatte er im Rahmen einer Zeugenvernehmung die Halterung eines Signalgebers als Beweismittel vorgelegt, für dessen Mitführen nach Auffassung der Staatsanwaltschaft auch der Anwalt einen Kleinen Waffenschein benötigt hätte. Im November 2011 wurde Beuth vom Amtsgericht  Hamburg freigesprochen. Das Gerät sei mit Zustimmung des verhandlungsführenden Richters, der das Hausrecht in seinem Sitzungssaal hat, vorgeführt worden. Von vielen Anwälten wurde das Verfahren als Retourkutsche der Staatsanwaltschaft und „Angriff auf die freie Advokatur“ gewertet.
Als langjähriger Anwalt des Graffiti-Sprayers Oz stand Beuth zeitweise im Fokus medialer Aufmerksamkeit. Beuth war Verteidiger im sogenannten Piratenprozess vor dem Hamburger Landgericht, der mit 105 Verhandlungstagen in den Jahren 2010 bis 2012 als einer der längsten in der Geschichte der Bundesrepublik Deutschland gilt.
2014 engagierte sich Beuth öffentlich im Zusammenhang mit den vermeintlichen Angriffen auf die Davidwache in Hamburg St. Pauli, die auch in Zusammenhang mit der Einrichtung und Aufhebung der Gefahrengebiete in Hamburg im Januar 2014 standen.
Zu den gewalttätigen Ausschreitungen und Plünderungen im Schanzenviertel während des G20-Gipfels in Hamburg 2017 äußerte sich Beuth am 8. Juli gegenüber dem NDR:

„Wir als Autonome und ich als Sprecher der Autonomen haben gewisse Sympathien für solche Aktionen, aber bitte doch nicht im eigenen Viertel, wo wir wohnen. Also warum nicht irgendwie in Pöseldorf oder Blankenese, also da gibt’s auch bei uns großes Unverständnis, dass man im Schanzenviertel die eigenen Geschäfte zerlegt.“

Die Hamburger Anwaltskammer verurteilte „[d]iese widerwärtige Sympathiebekundung und die verdeckte, bösartige Aufforderung, solche Taten (auch) in anderen Stadtteilen zu begehen“. Olaf Scholz, Hamburgs Erster Bürgermeister, erklärte, wer eine solche Aussage tätige, müsse „sich nicht wundern, wenn man ihn einen geistigen Brandstifter nennt.“
Am 10. Juli gab Beuth gegenüber dem Hamburger Abendblatt eine neue Bewertung der Ausschreitungen und Plünderungen ab: 

„Ich habe mich missverständlich ausgedrückt und bin falsch verstanden worden. Ich möchte ganz klar feststellen: Solche Aktionen sind sinnentleerte Gewalt und haben eine Linie überschritten. Ich distanziere mich auf das Schärfste von dem, was dort am Freitagabend passiert ist. Auch wir sind fassungslos über die Geschehnisse.“

## Dokumentarfilm
Der Dokumentarfilm Das hat mit Gerechtigkeit wenig zu tun, der von den Filmemachern Frank Brenneke und Andreas Grützner über Beuth gedreht wurde, hatte Premiere bei der „Dokumentarfilmwoche Hamburg“ im April 2011 im Metropolis Kino und lief danach in Kinos in Hamburg, Hannover und Berlin.